# Gras (tennis)

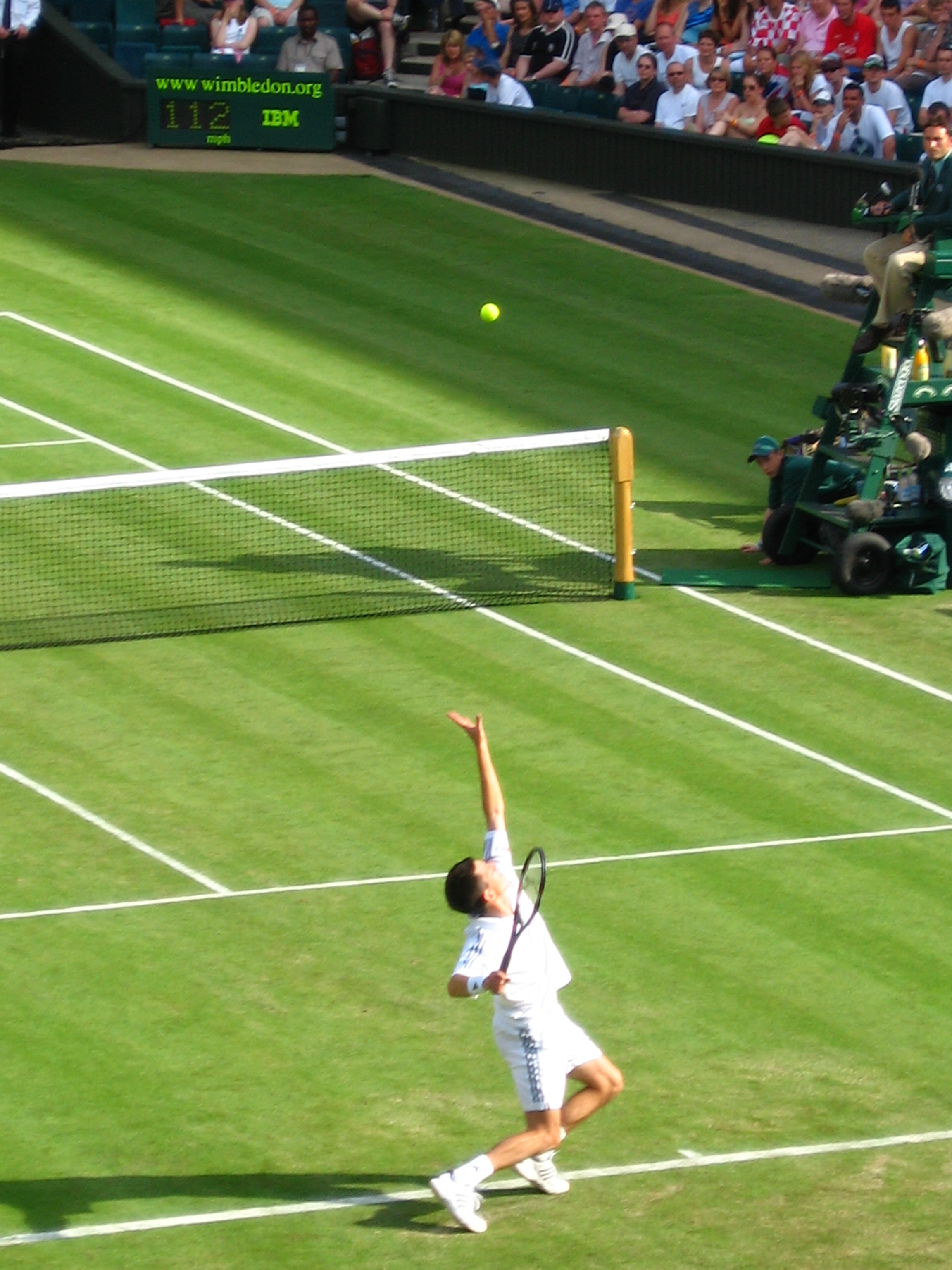
Het gras van Wimbledon

Gras is de oudste ondergrond die gebruikt wordt om op te tennissen.
Een bekend toernooi waar op gras wordt getennist is Wimbledon. Gras heeft als nadeel dat de bal niet hoog opstuit. Ook slijten grasbanen snel. Na één tennisseizoen moet een grasbaan al vervangen worden en vaak al eerder zijn de banen onbespeelbaar geworden. Toch zijn er nog enkele clubs die deze ondergrond gebruiken, vaak zijn dit zogenaamde eliteclubs.
Het nadeel aan gras als ondergrond, is dat gras erg gevoelig is voor regen. Bij regenweer zal de mat dan ook onmiddellijk bedekt worden met een plastic zeil.  Sinds 2009 wordt er, vanwege de gevoeligheid voor regen, op Wimbledon op het Centre Court gespeeld onder een uitschuifbaar dak. Sinds 2019 gebeurt dit ook op Court No. 1. Ook deze baan heeft sinds dat jaar een uitschuifbaar dak.